# Ablazione del tartaro

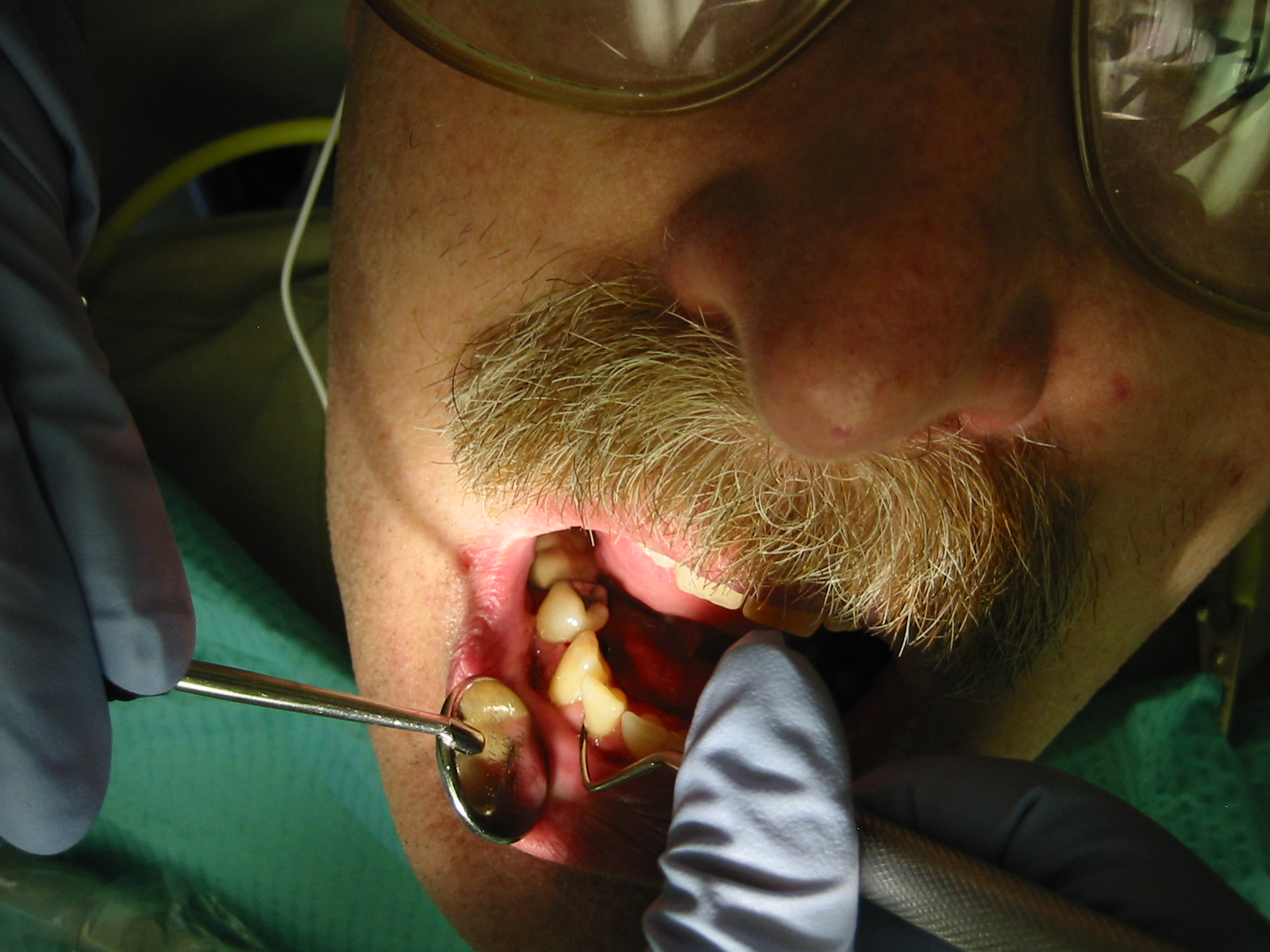
Momento dell'operazione

L'ablazione del tartaro o detartrasi consiste nella rimozione meccanica dei depositi di tartaro sui denti utilizzando uno strumento odontoiatrico che raschia la formazione dai denti. Tale strumento (curette) può anche essere elettrico, ad ultrasuoni, l'utilizzo è dovuto all'eliminazione degli agenti eziologici che causano infiammazione.
Un’adeguata igiene orale implica la rimozione della placca, un sottile strato di residui di cibo che si accumula costantemente sui denti. Sulla placca si annidano i batteri tra i quali quelli responsabili di carie e gengiviti. Se la placca non viene rimossa regolarmente, può calcificarsi in tartaro, una sostanza più dura che può causare irritazione delle gengive e altre complicazioni dentali. Il tartaro è difficile da rimuovere e richiede l’intervento professionale di un dentista o di un’igenista dentale. La pulizia regolare previene la sua formazione e aiuta a mantenere gengive e denti sani.
Le condizioni individuali che predispongono alla formazione di tartaro sono tutte quelle che hanno come effetto finale la riduzione del flusso salivare (xerostomia); la saliva deterge il cavo orale e allo stesso tempo impedisce l'adesione della placca alla superficie dentaria grazie a delle sostanze in essa contenute. La xerostomia può essere causata da una grande varietà di fattori: età, stress e depressione, patologie delle ghiandole salivari (sialoadenite, sialolitiasi), patologie sistemiche (diabete, sindrome di Sjögren), terapia radiante, uso di farmaci.

## Procedura
L'operazione viene compiuta da un odontoiatra o un igienista dentale sulla parte dei denti esposta, ma anche sulla porzione normalmente coperta dalle gengive nella parte in cui queste non sono aderenti al dente.
La detartrasi è una tecnica di prevenzione delle patologie gengivali e parodontali, perciò andrebbe effettuata con regolarità. La frequenza delle sedute di detartrasi è stabilita sul singolo paziente, a seconda della:
- disposizione dei denti, la disposizione dei denti influisce sulla formazione del tartaro: denti affollati, malposti, creano delle zone difficili da detergere con lo spazzolino e con tutti gli altri strumenti di igiene e, per questo motivo, in queste persone la formazione di tartaro avviene più rapidamente che in altri;
- igiene personale, le abitudini dell'individuo incidono sulla formazione di tartaro: i denti andrebbero lavati 3 volte al giorno, dopo ogni pasto, e se questo non avviene con regolarità la formazione di tartaro è accelerata;
- stato di salute delle gengive, uno stato di salute non ottimale delle gengive impone sedute di igiene professionale più frequenti, per evitare che il tartaro aggravi la parodontopatia;
- fattori predisponenti, relativi all'insorgenza del tartaro, che sono individuali.

Normalmente, per i pazienti con una perfetta salute del cavo orale, le sedute avvengono ogni 12 mesi.

### Dopo il trattamento
In seguito alla detartrasi i denti sono più sensibili. Questo avviene per due motivi: il tartaro, legandosi alla superficie dentaria, danneggia la gengiva ed espone le radici dei denti, che non sono ricoperte da smalto e, quindi, sono sensibili al caldo e al freddo; il secondo motivo è che il tartaro man mano che progredisce crea una specie di "coperta" intorno al dente, isolandolo dal caldo e dal freddo, per cui quando viene rimosso si ha la sensazione di avvertire maggiormente il caldo e il freddo. L'aumento della sensibilità dentaria non è, comunque, duraturo e termina dopo qualche settimana dal trattamento.